# Урочище Озеро
Урочище Озеро — гідрологічний заказник місцевого значення. Об'єкт розташований на території Рожищенського району Волинської області між селами Ворончин та Студині.
Площа — 100 га, статус отриманий у 1985 році.
Охороняється озеро площею 11 га та оточуючі заболочені луки, де зростають очерет звичайний (Phragmites australis), аїр тростиновий (Acorus calamus), калюжниця болотяна (Caltha palustris), вовче тіло болотяне (Comarum palustre), осоки звичайна (Carex nigra) та струнка (C. acuta), лепешняк великий (Glyceria maxima), верба біла (Salix alba), береза повисла (Betula pendula), вільха чорна (Alnus glutinosa). 
В озері трапляються сом (Silurus glanis), лящ (Abramis brama), головень (Squalius cephalus), щука (Esox lucius), окунь (Perca fluviatilis), лин (Tinca tinca), плітка (Rutilus rutilus).